# Trauerseidenschnäpper
Der Trauerseidenschnäpper (Phainopepla nitens) ist ein amerikanischer Singvogel aus der Familie der Seidenschnäpper (Ptiliogonatidae). Die Art ist der einzige Vertreter der Gattung Phainopepla.

## Merkmale
Der 18–20 cm lange Trauerseidenschnäpper hat eine auffällig spitze Haube und einen langen Schwanz.
Das Männchens ist glänzend blauschwarz gefärbt; ein weißer Flügelfleck ist nur im Flug sichtbar.
Das Gefieder des Weibchens ist grau mit blassen Flügelfleck. Beide Geschlechter haben rote Augen, die beim Weibchen auffälliger sind.

## Vorkommen
Der Vogel lebt in Wüstengegenden, in Busch- und Waldland in Mexiko und in den südwestlichen USA.

## Verhalten
Die Hauptnahrung des Trauerseidenschnäppers ist die Beere der Wüsten-Mistel (Phoradendron californicum), eines Sandelholzgewächses. Daneben zählen auch die Beeren von Holunder und Wacholder und Insekten, die im Flug gefangen werden, zur Kost.
Der Vogel lebt in kleinen, nomadischen Schwärmen. In beerenreichen Gegenden kommen sie auch zu Hunderten vor.

## Fortpflanzung
In den ersten Frühlingstagen bauen die Vögel ein gut verborgenes, schalenförmiges Nest aus Pflanzenfasern, die mit Zweigen verstärkt werden, in einem Busch oder Baum.
Die zwei bis drei Eier werden von beiden Elterntieren etwa zwei Wochen lang bebrütet. Mit zwanzig Tagen sind die Jungvögel flügge. Steigen die Temperaturen, ziehen die Altvögel in feuchtere Gegenden und brüten noch ein zweites Mal.